# Pomacea vexillum
Pomacea vexillum е вид коремоного от семейство Ampullariidae.

## Разпространение
Видът е разпространен във Венецуела.